# Czesław Mordowicz
Czesław Mordowicz (n. 2 august 1919, Mława, Mazovia, Polonia – d. 28 octombrie 2001, Toronto, Ontario, Canada) a fost prizonier în lagărul de concentrare Auschwitz, deportat acolo pentru că era evreu. Împreună cu un alt prizonier, a fost printre puținii care au reușit să evadeze din lagăr. Amândoi sunt la originea unuia din rapoartele despre Auschwitz, care au dezvăluit lumii atrocitățile comise de naziști, în special caracterul de genocid al uciderii evreilor.

## Biografie

### Înainte de deportare
Mordowicz a fost fiul lui Herman Mordowicz, negustor de grâne, și al Annei Wicińska, actriță la teatrul din localitate. Mai avea o soră mai mică, Rachela. A terminat liceul în 1938, dar din cauze materiale nu a putut urma studii superioare. Pentru a câștiga ceva bani, a dat timp de un an ore particulare unor elevi.
După ce la 1 septembrie 1939 trupele germane au atacat Polonia, familia s-a refugiat cu căruța, împreună cu alți refugiați, la Varșovia. Au rămas acolo fără să se poată stabili, până după căderea orașului la sfârșitul lunii, și au pornit pe jos înapoi spre Mława. S-au oprit în orașul Płońsk la niște cunoștințe, la care Mordowicz a rămas, pe când ai lui au plecat la Mława.
Mordowicz a fost angajat pentru munci de birou și ca șofer, de un german din Reich care venise la Płońsk și confiscase o fabrică de mobilă de la un proprietar evreu. Mordowicz s-a căsătorit mai târziu cu Szulamit, fiica cunoștințelor, la care locuia. Când evreii au fost obligați să se mute în ghetoul înființat la Płońsk, Mordowicz a continuat să lucreze la fabrică.
Într-o zi de la începutul lui decembrie 1942, patronul l-a anunțat pe Mordowicz că ghetoul va fi desființat și locuitorii lui deportați în orele următoare. I-a oferit să-l țină la el, dar fără soția și socrii lui. Mordowicz a refuzat și s-a întors la aceștia în ghetou. Au fost duși cu toții la Auschwitz.

### La Auschwitz
La sosirea în lagăr, Mordowicz a fost despărțit de soția lui și de familia acesteia, pe care nu i-a mai revăzut niciodată. După câteva zile, în care a trebuit să facă o muncă fizică epuizantă, și-a întâlnit tatăl, deportat cu soția și fiica lui de la Mława. Acesta i-a spus că mama și sora lui au fost gazate imediat după sosire. După alte câteva zile a aflat că tatăl lui a murit din cauza muncii prea grele.
Datorită cunoștințelor sale foarte bune de limba germană, Mordowicz a început să fie folosit pentru munca cu scriptele pe lângă deținutul șef al unei barăci, astfel având condiții de viață mai bune decât ceilalți deținuți. A avut relații prietenești cu Alfréd Wetzler, un alt deținut cu funcție similară cu a lui, care a evadat în 7 aprilie 1944 împreună cu deținutul Walter Rosenberg (Rudolf Vrba). În urma acestei evadări, tuturor evreilor care o aveau li s-a luat această funcție, și paza a fost mult întărită.
Mordowicz a avut șansa să fie luat de un kapo⁠(d) polonez în grupul lui, i-a spus că vrea să evadeze, iar acesta l-a ajutat împreună cu grupul să-și pregătească evadarea, inclusiv să sape o ascunzătoare într-o carieră de nisip și pietriș din care lua grupul material pentru construcții. Mordowicz trebuia să aibă și un partener pentru evadare. Se și înțelesese cu un deținut cunoscut, dar acesta a fost luat într-un Sonderkommando⁠(d) și nu mai putea evada. A găsit un alt partener numai cu o săptămână înainte de data fixată pentru evadare, în persoana lui Arnošt Rosin, un evreu din Slovacia, pe care abia îl cunoștea.

### Evadarea
La 27 mai 1944, Mordowicz și Rosin au intrat în ascunzătoare, care a fost mascată de camarazi. După ce s-a constatat lipsa lor, gardienii i-au căutat până în noapte, dar nu i-au găsit. Evadații ar fi trebuit să stea ascunși timp de trei zile, dar era înfundată țeava subțire prin care trebuiau să primească aer, și au început să se sufoce. Au trebuit să iasă din ascunzătoare a doua zi seara, și au reușit să se strecoare între două turnuri de pază.
Au mers pe jos, ocolind locurile deschise și localitățile, pe cât posibil prin păduri, și primind de mâncare de la locuitori ai unor case izolate. Au făcut o parte din drum și pe acoperișul unui vagon de tren, apoi au trecut pe jos munții în Slovacia, unde au ajuns la 6 iunie.

### După evadare
Neavând acte și nemaifiind vigilenți, au fost arestați în aceeași zi de jandarmi slovaci și duși la tribunalul orașului Spišská Stará Ves. Aici Rosin a întâlnit întâmplător un funcționar pe care îl cunoștea. În Slovacia, deși era aliata Germaniei, fusese oprită temporar deportarea evreilor și în oraș mai exista o mică comunitate evreiască. Funcționarul a anunțat-o despre prezența în arest a celor doi evadați, iar un reprezentant al comunității le-a dat câte un dolar american ca ei să poată spune că sunt contrabandiști. Au fost duși în orașul Liptovský Mikuláš, unde au fost condamnați la o amendă, pe care a plătit-o comunitatea evreiască din localitate.
De la Bratislava a venit un reprezentant al Consiliului Evreiesc din Slovacia (organism creat din ordinul germanilor), care i-a interogat împreună cu un rabin pe fiecare în parte, apoi a formulat în scris relatările lor. După aceea, evadații s-au dus la Bratislava, unde s-au întâlnit cu cei care au evadat înaintea lor, Vrba și Wetzler. Pe la mijlocul lui iunie 1944, un alt rabin a intermediat o întâlnire a lui Mordowicz și Vrba, în amintirea lui Mordowicz cu reprezentantul Vaticanului în Slovacia, în realitate cu reprezentantul acestuia în Elveția, aflat atunci în Slovacia.
Mordowicz a trăit o vreme la Bratislava cu acte false. Într-o zi a plecat împreună cu Wetzler în orașul Nitra, unde au fost opriți de membri din Garda Hlinka⁠(d), grupare paramilitară pronazistă din Slovacia, care au vrut să-i ducă la poliție pentru verificarea identității, dar cei doi au reușit să fugă.

### Din nou prizonier
Pe la sfârșitul lui septembrie sau începutul lui octombrie 1944, după ce reîncepuseră deportările din Slovacia, Mordowicz a fost din nou oprit pentru controlul actelor la Bratislava, a încercat să fugă, dar nu a mai reușit. A fost dus la sediul Gărzii Hlinka, unde a fost torturat timp de trei zile, fiind bănuit că era spion sovietic. Avea la el un certificat de naștere pe numele unui evreu, a spus că el este acela și că încearcă să scape de deportare. Anchetatorii nu și-au dat seama că fusese la Auschwitz, pentru că își acoperise cu un leucoplast tatuajul cu numărul de deținut. A fost interogat și de Gestapo și a fost inclus într-un transport de deportați. În trenul cu care erau duși, le-a spus celorlalți ce îi așteaptă dacă nu forțează ieșirea și nu fug cu toții. Ceilalți nu l-au crezut și chiar l-au bătut. Ca să fie sigur că nu se va descoperi numărul lui de deținut, și-a mușcat locul acestuia până s-a format pe el o rană.
Mordowicz a ajuns din nou la Auschwitz, unde nu a fost recunoscut de SS-iști, ci numai de niște deținuți. Nu se mai tatuau numerele deținuților, dar un deținut care fusese tatuator i-a tatuat niște desene care să mascheze numărul vechi și după vindecarea rănii. După două zile de la sosire, camarazii l-au ajutat să fie inclus sub alt nume fals într-un grup de deținuți care a fost transferat într-un lagăr mai mic din localitatea din Silezia Inferioară, Mieroszów, numită de germani Friedland. Aici a lucrat într-o tâmplărie, în acest lagăr condițiile de viață fiind mult mai ușoare decât la Auschwitz. Mordowicz a pregătit, împreună cu alți deținuți, o evadare în masă, pe care a condus-o la 6 mai 1945, cu trei zile înainte de eliberarea lagărului de către Armata Roșie.

### După război
După eliberare, Mordowicz s-a întors la Bratislava. S-a recăsătorit în 1948 cu o fostă deportată, iar în 1951 li s-a născut o fetiță. A ajuns director al unei întreprinderi importante, dar în 1965 a emigrat cu familia în Israel. După terminarea liceului, fiica lui a plecat în Canada, unde a devenit arhitectă, iar părinții au urmat-o în 1985, când s-a pensionat Mordowicz. Soția lui a murit în 1993, iar el în 2001.

## Raportul Mordowicz-Rosin
Raportul lui Mordowicz și Rosin a ajuns la Vatican în iunie 1944. La 10 iulie, cel care a consemnat relatările lor, a redactat o versiune în limba germană a raportului lor, și acesta a fost trimis în Elveția și în Turcia. Totuși, acest raport nu a fost dat publicității atunci, spre deosebire de raportul lui Vrba și Wetzler, care a fost difuzat încă din mai, și informațiile din el au apărut în cursul verii în multe articole de presă.
Raportul Mordowicz-Rosin a fost difuzat abia în noiembrie 1944, ca parte a raportului Vrba-Wetzler și împreună cu un al treilea raport, de fapt primul care a fost redactat, difuzat și separat anterior, în iunie, cel al lui Jerzy Tabeau, un alt evadat de la Auschwitz. Cele trei rapoarte ajunseseră la Washington, D.C., la Biroul Refugiaților de Război⁠(d) instaurat de președintele Franklin Delano Roosevelt. La 18 noiembrie, biroul le-a furnizat presei sub formă de text dactilografiat, apoi le-a publicat la 26 noiembrie într-o broșură de 30 de pagini. Cei cinci autori ai rapoartelor nu sunt numiți, deoarece se găseau pe teritoriul încă ocupat de germani și riscau să fie prinși, cum a și fost Mordowicz, iar rapoartele nu apar în ordinea cronologică a redactării lor, ci în cea a importanței pe care le-au acordat-o comunitățile afectate și Aliații.
În cele două documente de mai sus, raportul Mordowicz-Rosin constituie capitolul III (p. 28-33 în textul dactilografiat și p. 19-21 în broșură) al primei părți, întitulată Report No. 1 The Extermination Camps of Auschwitz (Oswiecim) and Birkenau in Upper Silesia (Raportul nr. 1 Lagărele de exterminare din Auschwitz (Oswiecim) și Birkenau din Silezia Superioară). Acest capitol completează raportul Vrba-Wetzler cu informații despre perioada 7 aprilie-27 mai 1944: aducerea de deportați din mai multe țări ocupate de naziști și mai ales, începând cu 10 mai 1944, a din ce în mai mulți evrei din Ungaria. Mărturia autorilor săi confirmă caracterul de genocid al exterminării evreilor. Astfel, ei relatează că din 15 mai până la evadarea lor la 27 mai, au fost aduși zilnic circa 14-15.000, dintre care 90% au fost gazați imediat. Ei raportează de asemenea despre experiențele făcute pe femei prizoniere.